# واکنش مراجع تقلید و روحانیون به نتیجه و پیامدهای انتخابات ریاست‌جمهوری ایران (۱۳۸۸)

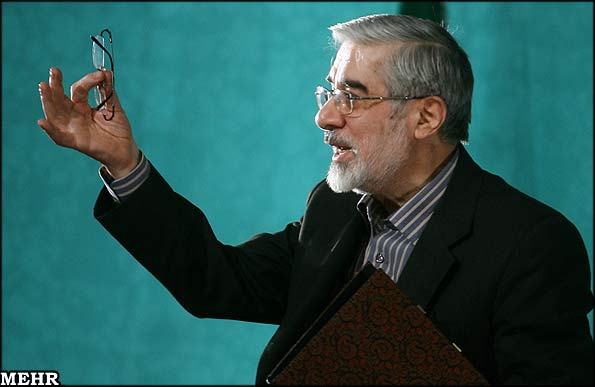
میرحسین موسوی یکی از رهبران جنبش سبز

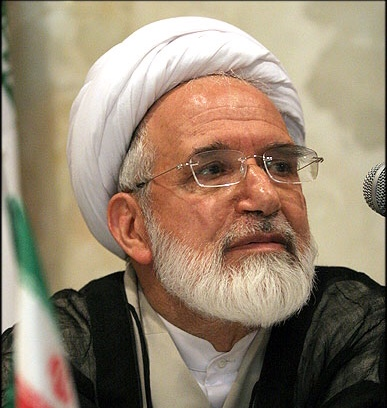
کروبی یکی دیگر از رهبران جنبش سبز

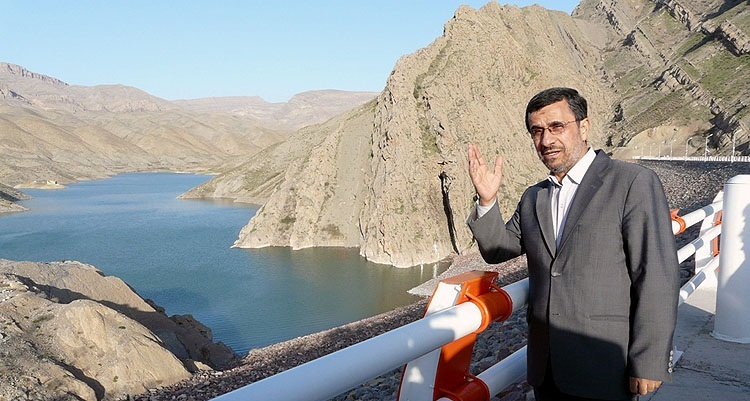
رئیس‌جمهور منتخب محمود احمدی‌نژاد

در جمهوری اسلامی ایران، روحانیون در اتفاقات مختلف کشور نقش ایفا می‌کنند؛ همچنین بعضی از مناصب سیاسی مانند مجلس خبرگان رهبری و ریاست قوه قضائیه و رهبری مختص به روحانیون است. مراجع تقلید نیز به‌طور سنتی و دینی در مورد مسائل کشور اظهار نظر می‌کنند. رویدادهای رخ داده پس از انتخابات جنجال‌برانگیز ریاست‌جمهوری ۱۳۸۸ هجری خورشیدی، از جمله اعتراضات گسترده مردمی و سرکوب آنان به بازداشت برخی از اصلاح‌طلبان و معترضان  انجامید. 
موضع‌گیری‌های مخالف برخی مراجع نتیجه چندانی نداشته و حتی باعث دستگیری و ممنوع التصویر شدن عده‌ای از آنان که اغلب هم اصلاح طلب بودند، گردید.
.

## واکنش مراجع تقلید

حسینعلی منتظری

- حسینعلی منتظری راجع به انتخابات دوره دهم گفت: «هیچ عقل سلیمی نمی‌پذیرد و بر اساس شواهد موثق، تغییرات عمده‌ای در آراء مردم داده شده‌است». منتظری طی یک بیانیه از مردم خواست «با پرهیز از هرگونه خشونت، مانع سوءاستفاده افرادی شوند که خود را در میان آن‌ها جا می‌زنند و به تخریب اموال عمومی می‌پردازند.»[۲] او در بیانیهٔ دیگری در تاریخ ۲ تیر گفت: «اینجانب برای کلیه شهدا مخصوصاً شهیدان چند روز گذشته علو درجات و برای بازماندگان غم‌دیده آنان صبر جمیل و اجر جزیل از خداوند متعال خواهانم.» و در ادامه آورد: «اگر مردم شریف امروز خواسته‌های به‌حق خود را در اجتماعات آرام مطرح نکنند و مظلومانه سرکوب شوند، عقده‌هایی شکل خواهد گرفت که ممکن است بنیان هر حکومتی را هر چند مقتدر باشد برکند.»[۳] او در پاسخ به پرسش‌های شرعی محسن کدیور گفت تصدی مسئولانی که عدالت و امانتداری را از دست می‌دهند مشروعیت ندارد و «متولی امور جامعه» که «با احکام شرع، موازین عقل و میثاق‌های ملی» عمداً مخالفت کند «جائر و ولایتش جائرانه است».[۴] او بعدتر گفت مقامات جمهوری اسلامی با بستن تنها یک بازداشتگاه نمی‌توانند مردم را «اغفال» کنند. او گفت: «تصمیم‌گیرندگان حوادث و فجایع اخیر آیا تجربه حکومت شاه و سایر رژیم‌های استبدادی را از یاد برده‌اند؟»[۵] همچنین پس از تشکیل دادگاه محاکمهٔ فعالان سیاسی گفت «شکستن شخصیت‌های سابقه‌دار و مؤثر در انقلاب و تشکیل نظام به بهانه‌های واهی و ناجوانمردانه، خود یکی دیگر از گناهان کبیره است؛ که آمران و عاملان آن را گرفتار وضعیتی خواهد کرد که بی‌تردید دامن خود آنها را هم خواهد گرفت.»[۶] همچنین در پاسخ به نامه ۲۹۳ نفر از روزنامه‌نگاران و فعالان سیاسی در تاریخ ۴ شهریور گفت: اگر نظام قصد ندارد شیوه‌هایش را در برخورد با مخالفان عوض کند، حداقل اذعان کند که این حکومت «نه جمهوری است و نه اسلامی و هیچ‌کس هم حق اعتراض و انتقاد ندارد.»[۷]

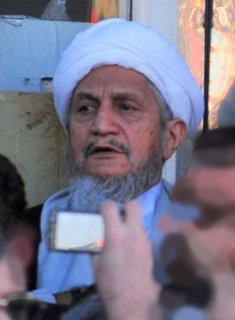
یوسف صانعی

- یوسف صانعی در پاسخ به درخواست میرحسین موسوی که آن را «دردمندانه، انسانی، اسلامی و ایمانی» توصیف کرد، گفت که «اگر می‌پنداشتم که با تذکر اینجانب گره‌ای از مشکلات فعلی رفع می‌شود حتماً به چنین امر مقدس و لازمی اقدام می‌کردم تا شک و شبههٔ به‌وجود آمده در انتخابات و آراء مردم مرتفع گردد.»[۸] او در اطلاعیه‌ای در تاریخ ۲۸ خرداد، ضمن ابراز تأسف از وقایع خشونت‌آمیز پیش‌آمده، با خانواده‌های قربانیان ابراز همدردی کرد. او اعتراضات مردم را «حق آنان» توصیف کرد و گفت: «تأسف و تأثر و انزجار شدید خود را از عاملین این حوادث اعلام نموده و امیدوارم اهداف و خواسته‌ها از طرف مسئولین نظام، که باید حافظ جان و مال و ناموس مردم باشند، به عینیت رسیده و از مرحله خواستن به ظهور و تحقق نائل آید.»[۹] او در بیانیه‌ای در تاریخ ۱۲ تیر گفت: هیچ دستوری نمی‌تواند مجوز تجاوز نیروهای انتظامی و امنیتی به حقوق مردم باشد و مردم نباید از احقاق حق خود ناامید شوند. همچنین پخش اعترافات بعضی از این زندانیان را در «رسانه‌های انحصاری» (صدا و سیما) فاقد ارزش «شرعی، قانونی و عقلانی» دانست و تأکید کرد: «این‌گونه ظلم‌ها، آزار و اذیت‌ها، ترفندها، مکرها و دروغ‌ها نباید موجب یأس و ناامیدی در راه احقاق حق شرعی و قانونی و حاکمیت مردم بر سرنوشت‌شان گردد.» او گفت «ناامیدی از رحمت خداوند خود از معاصی و گناهان کبیره است.»[۱۰] او در بیانیهٔ دیگری «به همهٔ دولت‌ها» دربارهٔ «حفظ حرمت، کرامت و حقوق انسان‌ها» تذکر داد.[۱۱] همچنین در سخنانی در جمع گروهی از روحانیون گرگان گفت: «توجه به رسانه‌های دروغگو خلاف قرآن است.» او از روحانیون و اصحاب قلم خواست که به مردم آگاهی بدهند و حقوق‌شان را به دولت تذکر بدهند و گفت: «هرجا حرکتی به‌نفع هدفتان است، بروید و شرکت کنید.» همچنین سخنان انتقادی مهمی را علیه دولت و فضای سرکوب حاکم بر کشور بیان کرد. وی گفت «آن وقت حالا کار را به جایی رسانده‌اند که دیگر ابطال انتخابات هم نتیجه‌ای به‌حال آن افراد نخواهد داشت.»[۱۲] در واکنش به رفتار سایت رجانیوز، حمید رسایی، و جمعی از طلاب حوزه علمیه قم بر ضد سخنان او، دفتر صانعی در بیانیه‌ای ابراز داشت: «منظور او از کلمه حرام‌زاده احمدی‌نژاد نبوده‌است.»[۱۳] در تاریخ ۱۳ شهریور، یوسف صانعی و حسینعلی منتظری دیدار کردند و «از وضعیت پیش آمده برای کشور و بحران پس از انتخابات ابراز نگرانی» نمودند. آنها همچنین از ادامهٔ بازداشت «افراد بی‌گناه که بعضاً از مسئولین رده‌ بالای نظام جمهوری اسلامی بودند، ابراز تأسف کردند».[۱۴]
- بیات زنجانی، در پاسخ به نامهٔ میرحسین موسوی به علما از وی حمایت کرد، احساس تکلیف و دغدغه انقلابی او را ستود و گفت که آنچه با شما و مصالح جامعه اسلامی به مبارزه برخاسته است، یک طرز فکر غلط و انحرافی است که معتقد است برای رسیدن به اهداف به ظاهر مقدّس، می‌توان به هر وسیله نامقدسی متوسل شد.[۱۵] همچنین او در جواب استفتائی در مورد برخورد فیزیکی سربازان با مردم اعلام کرد که برخورد نیروهای نظامی با مردم بی‌دفاع نامشروع است و «اگر امر دایر شود بین برخورد فیزیکی با مردم و توبیخ، مطمئناً تکلیف در پذیرفتن تنبیه و توبیخ است»[۱۶] و در استفتاء دیگری برگزاری تجمع را حق قانونی مردم اعلام کرد و وزارت کشور را موظف به دادن مجوز دانست.[۱۷] او در تاریخ ۲۰ مرداد گفت «ولی فقیه غیر از اینکه باید عادل باشد، باید از قانون اساسی و خبرگان رهبری هم تبعیت کند و هرگاه این شرایط را از دست بدهد خود به خود از جایگاه خود محروم می‌شود.»[۱۸] او گفت: «افراد باید تلاش کنند فرد نامشروع و متقلب را از طرق مسالمت‌آمیز تغییر دهند و فردی که واجد شرایط است را روی کار آورند.»[۱۹] او حمایت خود را از مهدی کروبی برای احقاق حقوق زندانیان انتخاباتی اعلام کرد و به مسئولان جمهوری اسلامی هشدار داد که جمهوری اسلامی با «ظلم» دوام نخواهد آورد.[۲۰] همچنین در ۳۱ مرداد گفت «مگر نه آنکه حرمت انسان بالاتر از حرمت خانه کعبه است؟ پس چطور است که ما به خود اجازه هتک حرمت انسان‌های شریف جامعه را می‌دهیم؟ این بلاها و مصیبت‌هایی که بر سرمان می‌آید در اثر رواج همین بی‌اخلاقی‌ها و هتک حرمت هاست. در کشوری که ادعای امام زمانی بودن دارد، چرا اجازه می‌دهیم که به راحتی آبروی انسان‌ها و افراد جامعه ریخته شود؟» او همچنین خواستار محاکمهٔ افرادی شد که «آگاهانه یا ناآگاهانه خون عزیزان این سرزمین را ریخته‌اند.»[۲۱]

موسوی اردبیلی

- موسوی اردبیلی، در ۲۷ خرداد در پیامی که از مکه ارسال داشت ضمن ابراز همدردی با آسیب‌دیدگان و خانوادهٔ جان‌باختگان و محکوم کردن اعمال خشونت، از نیروهای انتظامی و امنیتی خواست «تا در برخورد با معترضان رأفت و ملایمت داشته باشند و با حفظ حدود شرع و قانون رفتار کنند». او از نهادهای مسئول انتخابات خواست تا به شکایات مردم به‌نحوی رسیدگی کنند که موجب رضایت مردم را فراهم آورد و آنان را قانع کند.[۹] او گفت: «از مسئولان ذی‌ربط انتخابات نیز می‌خواهم که با رعایت دقت و سرعت و حفظ بی‌طرفی به شکایات واصله رسیدگی نمایند و در مورد آنها به‌نحوی که جلب رضایت مردم را بنماید و آنان را قانع سازد اطلاع‌رسانی کنند، زیرا همان‌گونه که امام راحل (رحمة الله علیه) فرمود: «میزان رأی ملت است» و صاحبان اصلی نظام اسلامی آنان هستند و این حق مردم است که از سرنوشت آراء خود مطلع شوند.»[۲۲] همچنین او در دیدار با بعضی اعضای شورای نگهبان در ۴ تیر، از برخوردهای خشنی که در مقابل اعتراض‌های خیابانی به نتایج اعلام شده انتخابات ریاست‌جمهوری ایران انجام شد، انتقاد کرد. او گفت که پاسخ به اعتراض‌ها باید به‌گونه‌ای باشد که مردم را قانع کند، «نه اینکه بدون تفاهم و با قوه قهریه بخواهیم اعتراض را ساکت نمائیم».[۲۳] او هشدار داد که ادامهٔ روند کنونی می‌تواند باعث تضعیف نظام و اعتماد عمومی به آن شود و افزود که «حرمت‌شکنی و ایراد اتهاماتی که در دادگاه‌های صالحه ثابت نشده‌اند به بزرگان و شخصیت‌های ملی و دینی نه تنها جامعه را آرام نمی‌سازد بلکه آتش فتنه را شعله‌ورتر می‌کند.»[۲۴] او ابراز داشت: «اتفاقاتی که در این انتخابات رخ داد متأسفانه موجب تضعیف نظام شد، درحالی‌که به راحتی امکان آن وجود داشت که قضایا حل شده و در یک مسیر منطقی قرار گیرد» و به اعضای شورای نگهبان توصیه کرد «اشکالاتی را که معترضین به انتخابات وارد می‌کنند از آن‌ها بشنوید و بخواهید که آن‌ها را کتباً و همراه استدلال‌های منطقی ارائه دهند. باید اجازه دهید که مردم حرف خود را بیان نمایند». او راه جلوگیری از کشانده شدن اعتراضات به خیابان‌ها را باز گذاشتن «مجرایی جهت بیان اعتراضات معترضین» دانست.[۲۴] همچنین در دیدار با برخی از اعضای کمیسیون امنیت ملی مجلس شورای اسلامی به تاریخ ۶ تیر ضمن ابراز تاسف از روند مسائل انتخابات گفت: «کاری نکنیم که بگویند حکومت اسلامی کارآمد نیست یا اسلام نمی‌تواند نسبت به مسائل ما پاسخگو باشد.» او پیگیری مسئله توسط «گروهی که مورد قبول و اعتماد جمیع اطراف باشند» و «حکم آنان فصل الخطاب قرار گیرد» را به عنوان یکی از راه‌هایی که می‌تواند برای برون رفت از وضعیت مدّ نظر قرار داد، پیشنهاد کرد.[۲۵] او در بیانیه‌ای به تاریخ ۴ مرداد هشدار داد که وضعیت پیش آمده، پایه‌های نظام را سست می‌کند و زمینه‌ساز فتنه‌هایی به گفتهٔ وی «بس عظیم و بزرگ» می‌شود.[۲۶] او گفت «وقایع تأسف‌بار اخیر و اتفاقاتی که در شأن نظام اسلامی نبوده و زیبندهٔ آن نیست، موجبات نگرانی تمامی علاقمندان به کشور و نظام جمهوری اسلامی را فراهم آورده و باعث سلب آسایش و آرامش از جامعه شده‌است.» او ادامه داد «حرمت‌شکنی‌ها و ایراد اتهاماتی که در دادگاه‌های صالحه ثابت نشده‌اند به بزرگان و شخصیتهای ملی و دینی، نه تنها جامعه را آرام نمی‌سازد بلکه آتش فتنه را شعله‌ورتر می‌کند».[۲۷] وی از مسئولان کشور خواست که هرچه سریعتر نسبت به ترمیم به گفتهٔ وی، شکاف‌های ایجاد شده و جبران آسیب‌های وارد آمده اقدام نمایند و در جهت بازسازی اعتماد مردم به نظام تلاش کنند.[۲۶]
- عزالدین حسینی زنجانی، در پاسخ به استفتاء یکی از مقلدان اعتراف از روی اکراه را فاقد «اثر شرعی» دانست. همچنین یادآورد شد که در مناظره‌های انتخاباتی امسال حدود شرعی رعایت نشده‌است. او گفت «یکی از شرایط شرعی نفوذ اقرار، عدم اکراه است و اگر اقراری با ضرب‌وشتم گرفته شده باشد، فاقد اثر شرعی است. حال ضرب‌وشتم انجام نشده ولی با تهدید به ضرب‌وشتم اقرار گرفته شده باشد، چطور؟ باز چنین اقرار فاقد اثر شرعی است و در صورت پیشنهاد اخذ فلان مقدار پول و نداشتن توان پرداخت و به ناچار اقرار کند این فرض هم فاقد اثر شرعی است. انکار بعد از اقرار هم چنانچه اقرار اکراهی نباشد در حق‌الناس مسموع نیست و در حق‌الله نیز ممنوع نیست، الا رجم و قتل»[۲۸] او همچنین در پیرامون مناظره‌های انتخاباتی گفت «در مناظراتی که پخش شد متأسفانه حدود شرعی در آن‌ها رعایت شد چه اینکه اولا: مناظرات معمولاً در تحلیل برنامه‌های طرفین و نقد آن است نه عرصه‌ای برای تسویه حساب‌ها. ثانیا: بعضی از مباحث مطرح شده ماهیت قضایی دارد تا در محکمه ثابت نشود، نمی‌توان رسانه‌ای کرد. دزدی در اسلام حد دارد و آبروی طرف مطرح است. چنانچه در محکمه ثابت نشود، رسانه‌ای کردن حرام است.»[۲۸]
- جوادی آملی دربارهٔ حمله به کوی دانشگاه گفته‌است: «هیچ مسلمانی هرگز حاضر نیست خانه و زندگی کسی را آتش بزند و این‌ها حتماً بیگانه هستند.»[۲۹] او همچنین گفت: «کاری نکنیم که حضور مردم و این نظام آسیب ببیند؛ دشمن آماده‌است که آشوبی بشود تا او استفاده بکند.»[۳۰] وی همچنین در خطبه‌های نمازجمعهٔ ۵ تیر به‌طور ضمنی از شورای نگهبان انتقاد کرد و گفت: «گفته‌ایم فصل‌الخطاب قانون است. اما همان که دارد اجرا می‌کند، می‌گوید کار من مطابق قانون است. تطبیق قانون بر کار او به دست اوست، اندراج کار او تحت قانون هم به دست اوست و این مشکل‌آفرین است.»[۳۱]
- صافی گلپایگانی در دیدار با اعضای شورای نگهبان در خصوص ناآرامی‌های جاری در ایران گفت: «از حوادثی که بعد از انتخابات پیش آمده‌است بسیار متأثر و متأسف هستم و امیدوارم که به بهترین وجه مشکلات برطرف گردد.» او تأکید کرد که «نباید شورای نگهبان وجه المصالحه شود» و «نباید فقط دیگران را مقصر دانست.»[۳۲] همچنین با اظهار این مطلب به اعضای شورای نگهبان که «حتی اگر بشود یک طرف برای حفظ مصالح اسلام از حق خود کوتاه بیاید جا دارد» تلویحاً از ایشان خواست که مطالبهٔ مردم ناراضی مبنی بر ابطال نتایج انتخابات را مورد نظر قرار دهند.[۳۳]
- سید علی‌محمد دستغیب، خطبه‌های نماز جمعهٔ هاشمی رفسنجانی را مطالبات مردم نامید و از این نمایندگان خواست به خواست اکثریت ملت احترام بگذارند و به جای حمله به هاشمی از شکنجه در زندان، اتهام‌زنی و اعتراف‌گیری‌های غیرقانونی انتقاد کنند. وی وقوع تقلب در انتخابات را نیز به‌طور تلویحی تأیید کرد: «می‌فرمایید چهل میلیون نفر در انتخابات شرکت کردند. اما سؤال اینجا است که سخن اکثریت ایشان این است که رأی ما کجا رفت؟»[۳۴] او به عنوان نمایندهٔ مجلس خبرگان رهبری خواستار تشکیل جلسهٔ فوری این شورا شد و اعلام کرد: «اینجانب صادقانه و خیرخواهانه عرض می‌کنم تا دیر نشده خبرگان برای اعادهٔ حیثیت از مرجعیت، تشکیل جلسه دهد آن هم علنی و مطالب بررسی گردد و به خواست مردم که همان قانون اساسی است جواب داده شود و به شکایات آن‌ها به وسیلهٔ نمایندگان آن‌ها یعنی آقای موسوی و آقای کروبی رسیدگی شود، ببینید چه قدر محبوب خواهید شد و حفظ نظام این است، که باید بماند، و اشخاص می‌روند امّا اعمال و رفتار آن‌ها باقی است.»[۳۵]
- شبیری زنجانی در سوم تیرماه به منظور بررسی حوادث پس از انتخابات، دیدار محرمانه‌ای را با صافی گلپایگانی در محل بیت او برگزار کرد.[۳۶] به گزارش موج سبز آزادی، در این دیدار شبیری زنجانی نسبت به کشتار معترضین ابراز نگرانی شدید کرده و از فرط ناراحتی به گریه افتاده‌است.[۳۷] شبیری زنجانی که استاد خامنه‌ای و فرزندان او بوده، در برخی مقاطع حساس و بحرانی نقش مهمی در تعدیل اوضاع ایفا کرده‌است.[۲۸] همچنین شبیری زنجانی به همراه موسوی اردبیلی، با حسینعلی منتظری در پیرامون مسائل پیش‌آمده، دیدار و گفتگو کردند.[۳۸]
- ناصر مکارم شیرازی خواستار تعیین تکلیف زندانیان ناآرامی‌های پس از انتخابات در ایران برای رسیدن به آرامش بیشتر در جامعه شد. او از مسئولان خواست بازداشت‌شدگانی که خطایی ندارند یا خطایشان بر طبق رأفت و رحمت اسلامی قابل ارفاق است، هر چه زودتر آزاد شوند.[۳۹] او انتصاب اسفندیار رحیم مشایی به معاونت اولی احمدی‌نژاد را انتصابی «قطعاً فاقد مشروعیت» خواند.[۴۰] او بعدتر در ۵ شهریور گفت «با سخنان اخیر مقام معظم رهبری دیگر دستگاه قضایی عذری ندارد که در برخورد با کسانی که در جریان اغتشاشات نقش داشته‌اند، مماشات کند.» او گفت: «برای اینکه اعتماد مردم جلب شود باید هرکس که در این جریان نقش داشته به مجازات برسد و امیدوارم دستگاه‌های قضایی به مسائل اخیر به صورت کامل رسیدگی کند.»[۴۱] همچنین در تاریخ ۱۱ شهریور بر محاکمهٔ عوامل بازداشتگاه کهریزک و حمله به کوی دانشگاه تهران تأکید کرد.[۴۲] در پی انتشار خبر تبریک مکارم شیرازی به احمدی‌نژاد، دفتر این مرجع تقلید صدور هرگونه پیامی را در این باره به شدت تکذیب کرد و گفت: «آقا به احمدی‌نژاد تبریک نگفته‌اند و نخواهد گفت. اینها هم اکاذیب کسانی است که تا الان فشار می‌آوردند و الان مجبور شده‌اند به دروغ‌پردازی.»[۴۳]

## واکنش مجتهدان
- محمود امجد در جریان انتخابات ریاست جمهوری ایران (۱۳۸۸) دربارهٔ احمدی‌نژاد گفت: «اگر امام بود این شخص را عزل می‌کرد.»[۴۴]

محمود امجد پس از انتخابات ریاست جمهوری ایران (۱۳۸۸) در اعتراض به سرکوب مردم معترض، درس اخلاق خود را در تهران تعطیل کرد و از ایران خارج و در مالزی ساکن شد.
او دربارهٔ خروجش از ایران گفت: «من به نشانهٔ اعتراض به وضع موجود از ایران خارج شده‌ام و تا زمانی که ظلم در ایران پابرجاست به ایران بازنخواهم گشت.» وی سپس به ایران بازگشت و در رمضان/مرداد ۱۳۹۲ در تهران مراسم ایام رمضان را برقرار داشت.
- عبدالله جوادی آملی، ابراهیم امینی و رضا استادی به مدّت دو هفته از شرکت در نماز جمعهٔ قم خودداری کردند.[۲۹]
- امامی کاشانی، امام جمعهٔ تهران و عضو مجلس خبرگان دراظهاراتی کم‌سابقه در مسجد جمکران گفت «نور ولایت فقیه کم شده و وی نمی‌تواند مشکلات کشور را حل کند» و از مهدی خواست سریع‌تر ظهور کند. سخنان امامی کاشانی که از رادیو قرآن به صورت مستقیم پخش می‌شد موجب شگفتی بسیاری شد. او در بخشی از سخنان خود و خطاب به مهدی گفت: «ای امام زمان، اگرچه در عصر غیبت تو ولایت فقیه حاکم است، اما ولایت فقیه نور کمی است که از آن دور سو سو می‌کند.» وی سپس با اشاره به کم سو شدن نور ولایت فقیه در ایران ادامه داده‌است: «او که نمی‌تواند مشکل را حل کند، این است اوضاع کشور، این است اوضاع دنیا، تو باید بیایی، تو باید مشکل را حل کنی.»[۴۷][۴۸]

- سید جلال الدین طاهری اصفهانی، امام جمعهٔ پیشین اصفهان، از وقایع پس از انتخابات ریاست جمهوری ایران انتقاد کرد و گفت «همصدا با اکثریت مردمِ رای باخته، این انتخابات را مخدوش و آن را باطل و تصدی مجدد رئیس دولت را برای دور بعد نامشروع و غاصبانه» می‌داند.[۴۹] او گفت «من با دیدهٔ گریان و قلبی اندوه بار بعینه می‌بینم که کهنه دشمنان و مخالفان امام راحل که او را برای مبارزه و تأسیس جمهوری اسلامی تخطئه می‌کردند، امروز با تمام قوت و با همان دشمنی، تئوری پردازان قدرتمندان شده و از درون به هدم و نابودی عقاید حکومتی مرحوم امام و به موزه فرستادن عملی آن، فعالانه مشغول هستند.» همچنین او گفت: «آیا این از مصادیق عدالت است که سیّد شریف و مظلومی چون میرحسین موسوی که در سخت‌ترین دوران‌های این کشور مسئولیّت اداره دولت را با وجود جنگ هشت ساله و محاصره اقتصادی و گروه‌های محارب و تثبیت انقلاب با موفقیت تمام طی نمود و تا آخرین لحظات عمر امام، عزیز و محبوب این رادمرد بزرگ بود، اکنون عامل استکبار، اغتشاشگر و مستوجب کیفر باشد و باید حقوقش پایمال گردد؟ حد و حدود تمامیّت خواهی شما کجا پایان می‌گیرد؟ به‌درستی که دشمن شماره یک انسان نفس اوست.»[۵۰]
- محمدتقی مصباح یزدی: جریانات اخیر که در کشور رخ داد، ولایت فقیه را هدف قرار داده بود. دشمنان می‌خواستند یا این رکن اساسی را حذف یا تضعیف و کمرنگ کنند که در این جریان برخی آگاهانه و برخی فریب خورده اقدام به این امر نمودند. ولایت فقیه به دلیل آنکه دارای پرتویی از انوار امام زمان (عج) است و مردم نیز به دلیل این که او را جانشین به حق ولیعصر (عج) می‌دانند اطاعت از او را همچون اطاعت از امام عصر بر خود لازم می‌دانند. وقتی رئیس‌جمهوری از جانب رهبری نصب و تأیید می‌شود به عامل او تبدیل شده و از این پرتو نور بر او نیز تابیده می‌شود.[۵۱] او گفت «وقتی ریاست جمهوری حکم ولی فقیه را دریافت کرد اطاعت از او نیز چون اطاعت از خداست.»[۵۲][۵۳][۵۴][۵۵][۵۶][۵۷][۵۸]
- سید مصطفی محقق داماد مجتهد، حقوق‌دان و استاد حوزه و دانشکده حقوق دانشگاه شهید بهشتی با ارسال نامه سرگشاده‌ای خطاب به هاشمی شاهرودی که در روزنامه اطلاعات به چاپ رسید، رئیس دستگاه قضایی، از عملکرد وی در دوران ده ساله حضور در این سمت به ویژه عملکرد وی در قبال حوادث پس از انتخابات به شدت انتقاد کرد. نکته مهم مطرح شده در این نامه، واکنش یکی از مراجع تقلید به پخش دادگاه اخیر از صداوسیمای ایران است که ایشان اظهار کرده‌اند، بهتراست لااقل این محاکمات که ننگی است برای قضای اسلامی از تلویزیون پخش نشود. محقق داماد خطاب به او گفت: «ای‌کاش در حوزه علمیه به کار تدریس و پژوهش ادامه داده بودید. شگفتا! کار قوه قضاییه به جایی رسیده که از یک سو توسط ائمه جمعه موقت توصیه به بی‌رحمی شود و حدیث شریف لادین لمن لا رحم له را فراموش کنند»[۵۹] دفتر سید احمد خاتمی، امام جمعه موقت تهران و نماینده مجلس خبرگان رهبری، به ارائه توضیحاتی دربارهٔ این از نامه محقق داماد به شاهرودی، رئیس قوه قضاییه، پرداخت: انصاف در کلام اقتضا می‌کرد که آقای دکتر محقق داماد می‌فرمودند آقای خاتمی راجع به این گروه (سران اغتشاش) توصیه به بی‌رحمی کرده‌اند نه به‌طور مطلق؛ مجدداً متذکر می‌شویم توصیه آیت‌الله خاتمی برای برخورد با محاربین و بغات برگرفته از قرآن بوده و ایشان به این دعوت افتخار می‌نمایند.[۶۰]

## واکنش روحانیون
- محسن غرویان از شاگردان قدیمی مصباح یزدی از پیشنهادهای هاشمی حمایت کرد و از فضای بی‌احترامی در کشور انتقاد کرد: «این فضا باعث منزوی شدن بسیاری از متفکران و چهره‌های اخلاقی و فرهنگی کشور می‌شود و علما و بزرگان هم نگران تداوم این فضا هستند؛ زیرا شاهد هستیم که به‌طور مثال یک طلبه حوزه که حتی شرح لمعه را نیز به درستی نمی‌تواند بخواند، برای همه مملکت و بزرگان تکلیف تعیین می‌کند و خط نشان می‌کشد.»[۶۱]
- جعفر شجونی عضو شورای مرکزی جامعه روحانیت مبارز، گفت انصافاً موسوی، خاتمی، کروبی و هاشمی در امتحان انتخابات و در برابر ملت مردود شدند چراکه اینها یک عمر دم از قانون زدند و خودشان هم مسئولیت داشتند، یکی رئیس مجلس بود، دیگری نخست‌وزیر بود و یکی ۲ دوره رئیس‌جمهور بود اما بی‌قانونی را به اوج رساندند. آن دو روحانی‌نما که در قم به عنوان مرجع تقلید این جماعت هستند که اصلاً نمی‌توان اسم مرجع روی آن‌ها گذاشت، فتوا صادر می‌کنند که شنیدن اعترافات دادگاه متهمین حرام است، به نظر من ستون پنجم دشمن هستند که دائماً دشمن را شاد می‌کنند، از این رو بود که مقام معظم رهبری فرمودند اینها مردود هستند.[۶۲]

## واکنش اعضای مجلس خبرگان رهبری

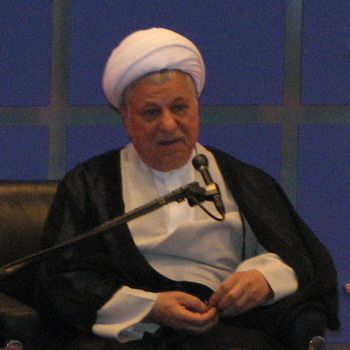
اکبر هاشمی رفسنجانی

اکبر هاشمی رفسنجانی رئیس مجلس خبرگان رهبری در نماز جمعه ۲۶ تیر ۱۳۸۸ با تأکید بر اینکه گروه زیادی از مردم نسبت به نتایج انتخابات تردید دارند گفت: باید راهی برای نجات از این وضعیت پیدا شود. وی خواهان آزادی دستگیرشدگان و همدردی با خانواده‌های کشته‌شدگان انتخابات شد. رفسنجانی همچنین گفت: «همه ما باید با خانواده کشته‌شدگان اخیر ابراز همدردی کنیم».

### بیانیهٔ منتسب به اکثریت مجلس خبرگان
به گزارش واحد مرکزی خبر ۵۰ نفر از نمایندگان مجلس خبرگان ایران با صدور بیانیه‌ای اطاعت از ولی فقیه را واجب دانستند و این مقام را «فصل الخطاب در امور» خواندند. این بیانیه که از نویسندگان آن تنها با عنوان «اکثریت نمایندگان مجلس خبرگان رهبری» یاد شده، اکبر هاشمی رفسنجانی، رئیس مجلس خبرگان و رئیس مجمع تشخیص مصلحت را به «پشتیبانی بیشتر و شفاف تر از ولایت فقیه و بیانات رهبری» فراخوانده‌است. برخی از نمایندگان این مجلس این بیانیه را بیانیه مجلس خبرگان ندانستند. پنجم مرداد، دبیرخانه مجلس خبرگان رهبری طی اطلاعیه‌ای اعلام کرد: «بدینوسیله به اطلاع عموم می‌رساند از مجموع ۸۶ عضو مجلس خبرگان رهبری ۶۲ نفر از جمله امضاء کنندگان این بیانیه می‌باشند. لازم است ذکر شود ۱۷ نفر از اعضای محترم به دلیل مسافرت یا کسالت در جریان این بیانیه قرار نگرفته و فقط ۷ نفر از این اعضاء بیانیهٔ مزبور را امضاء نکردند.»
البته نام امضا کنندگان اعلام نشد.

### حمایت‌ها از رفسنجانی و معترضان
- سید علی‌محمد دستغیب، نماینده استان فارس و از مراجع تقلید ساکن شیراز در واکنش به نامه منتسب به نمایندگان مجلس خبرگان از خطبه‌های هاشمی را مطالبات مردم نامید و از این نمایندگان خواست به خواست اکثریت ملت احترام بگذارند و به جای حمله به هاشمی از شکنجه در زندان، اتهام‌زنی و اعتراف‌گیری‌های غیرقانونی انتقاد کنند. وی وقوع تقلب در انتخابات را نیز به‌طور تلویحی تأیید کرد: «می‌فرمایید چهل میلیون نفر در انتخابات شرکت کردند. اما سؤال اینجا است که سخن اکثریت ایشان این است که رأی ما کجا رفت؟»[۶۷] او به عنوان نمایندهٔ مجلس خبرگان رهبری خواستار تشکیل جلسهٔ فوری این شورا شد و اعلام کرد «اینجانب صادقانه و خیرخواهانه عرض می‌کنم تا دیر نشده خبرگان برای اعادهٔ حیثیت از مرجعیت، تشکیل جلسه دهد آن هم علنی و مطالب بررسی گردد و به خواست مردم که همان قانون اساسی است جواب داده شود و به شکایات آن‌ها به وسیلهٔ نمایندگان آن‌ها یعنی آقای موسوی و آقای کروبی رسیدگی شود، ببینید چه قدر محبوب خواهید شد و حفظ نظام این است، که باید بماند، و اشخاص می‌روند امّا اعمال و رفتار آن‌ها باقی است.»[۳۵]
- هاشم هاشم‌زاده هریسی، نماینده استان آذربایجان شرقی: بیانیه صادر شده توسط خبرگان بیانیه مجلس خبرگان نیست.[۶۵] جو بی‌اعتمادی به عنوان یک واقعیت در جامعه وجود دارد، بنابراین باید به آن اعتراف کرد و به فکر درمان آن به عنوان یک درد بود.[۶۸]
- محمد حسین زرندی، نماینده استان کرمانشاه (در نامه‌ای به رفسنجانی): لازم دانستم از خطبه‌های گرانقدر و راهگشایتان در نماز جمعه اخیر که به راستی حرف دل بسیاری از فرزندان امام راحل و عاشقان نظام مقدس جمهوری اسلامی و منطبق بر ارزشهای والای انقلاب اسلامی و قانون اساسی جمهوری اسلامی بود و عقلانیت و رعایت حقوق ملت و نظام در آن موج می‌زد تشکر و قدردانی نمایم. از متولیان امور انتظار می‌رود که با گردن نهادن به نصایح و راه حل‌های خیر خواهانه جنابعالی، دوام و قوام نظام مقدس جمهوری اسلامی را که در جلب رضایت مردم شریف ایران است، تضمین کنند.[۶۹]
- حسن روحانی، نماینده استان تهران که پس از انتخابات ۲۲ خرداد سکوت کامل اختیار کرده بود، در روز ۱۲ شهریور اظهارات فرماندهان نظامی و تخریب شخصیت‌ها در دادگاه را خلاف شرع و مصالح ملی دانست و گفت: اتهام زدن یا اهانت نسبت به شخصیت‌هایی که در پیروزی انقلاب و استقرار جمهوری اسلامی نقش داشته‌اند و در مقاطع مختلف خدماتی کرده‌اند، نه تنها نتیجه‌ای برای حفظ و تکامل نظام ندارد، بلکه یک ضربه کاری به آن خواهد بود. این که در دادگاهی از افراد غایب بدون اثبات جرم نام برده شود یا اتهامی به آنان وارد شود، با مقررات دینی و قانونی منطبق نیست.[۷۰]

### مخالفت‌ها با رفسنجانی و معترضان
- محمد یزدی، نماینده استان تهران: سکوت طولانی‌مدت هاشمی رفسنجانی در مورد انتخابات نوعی حمایت و پشتیبانی از اغتشاش‌گران بود. من به عنوان یک فرد از آقای هاشمی رفسنجانی می‌پرسم که شما چه‌کاره هستید که می‌گویید دستگیرشدگان انتخابات باید آزاد شوند، اگر خیرخواه مردم و نظام هستید، باید توجه کنید که در بررسی پرونده این افراد باید دقت بیشتری شود.[۷۱]
- سیدعلی اکبر قریشی، نماینده استان آذربایجان غربی: آیا منظورتان آن بود کسانی که مسجد سوزانده‌اند کسانی که بنزین ریخته و ماشین‌های را آتش زده‌اند کسانی که با خود بمب حمل کرده و می‌خواستید میان مردم منفجر کنند که اطلاعات آن‌ها را گرفت و کسانی که بقول شهردار تهران ۴۰ میلیارد تومان خسارت زده‌اند و… آن‌ها شوند بکار گرفته نشود؟ دفاع شما از این اشخاص واقعاً از عجائب است! فرمودید احساسات عده‌ای جریحه‌دار شده باید ترمیم شود، این سخن نیز توجیه ندارد، شما یک آدم مقبول را که از نظر خدا و رسول اکرم مقبول باشد معرفی کنید که احساساتش جریحه‌دار شود.[۷۲] موسوی و خاتمی عاملان توطئه‌های انگلیس و آمریکا در ایران هستند.[۷۳]
- محسن قمی نماینده استان تهران: بیانات رهبری در نماز جمعه منشور حرکت جدید انقلاب اسلامی است، اما متأسفانه برخی عناصر سیاسی به روح این پیام که اعتدال و همگرایی جامعه بود کمتر توجه کردند. وظیفه نخبگان درک شرایط و رسالت تاریخی در فضای کنونی و تبیین آن برای افکار عمومی است، لذا حوادث اخیر نشان داد که انقلاب اسلامی که از گردنه‌های بسیار سخت‌تری تاکنون عبور کرده‌است، این شرایط را نیز با موفقیت پشت سر گذاشته و به سیر تکاملی خود ادامه می‌دهد.[۷۴]
- سید احمد علم الهدی نماینده استان خراسان: شورای نگهبان به کاندیداهای معترض تذکر داد که ۵ روز برای ارائه مدارک و دلایل کافی فرصت دارند اما آن‌ها گفتند پیشنهاد می‌دهیم که آرا بازخوانی شود و شماره سری هر رای با شناسنامه رای‌دهنده مطابقت شود که شورای نگهبان قبول کرد اما با این شرط که آن‌ها امضا بدهند که نتیجه هرچه که بود، بپذیرند اما بعضی از کاندیداها این کار را نکردند. احمدی‌نژاد عزیز ماست و ما به صلاحیت او رای داده‌ایم و پای رای مان هم ایستاده‌ایم.[۷۵] مملکت ما با پیشرفت‌های علمی و فناوری‌اش دنیا را متحیر کرده و در قدرت اندوزی منطقه‌ای استکبار را به زانو درآورد و با حضور ۸۵ میلیونی خود جهان را به حیرت واداشت و همه این‌ها موجبات عزت را برای کشور فراهم آورد، اما عده‌ای با ادعای واهی تقلب که با هیچ سندی تطبیق نمی‌کند راه افتادند و آبروی نظام را بردند. آیا این مسئله مهم‌تر است یا این که فلان آقا سیلی خورده‌است؟ این موضوع مهم‌تر است یا این که باتوم یک بسیجی ناآگاهانه به کسی خورده یا نخورده‌است؟[۷۶]
- اسدالله ایمانی نماینده استان فارس : انتخابات ۲۲ خرداد صحیح و بدون ابهام برگزار شد. در کشور ما گفتمان امام و گفتمان عدالت پیروز شد اما اقلیت مخالفت و مقابله کرد و از مسیرهای غیرقانونی مطالباتی را دنبال می‌کنند.[۷۷]
- سید هاشم حسینی بوشهری نماینده استان بوشهر: ملت ایران طرح بدخواهان را برای ایجاد تشنج خنثی می‌کند. با توجه به نگاه شورای نگهبان و تمهیدات وزارت کشور در دعوت از نمایندگان برای حضور در پای صندوق‌ها، طبیعتاً طرح شایعه تقلب در انتخابات جایگاهی ندارد.[۷۸]
- سید صابر جباری نماینده استان مازندران: تمام اهداف دشمن در اختشاشات اخیر ایران، هدف‌گیری رهبری و جدا نمودن ملت از ولایت فقیه، بوده‌است. در این انتخابات ۴ نامزد ارزشمند و بیش از ۴۰ میلیون رای به میدان آمده‌است و باید با ارزش‌گذاری به این حضور ارزشی مردم در نظام از اخلال گری‌های دشمنان در جامعه با آگاهی و هوشیاری بکاهیم.[۷۹]
- رضا رمضانی نماینده استان گیلان: حضور با شکوه مردم در این دوره یک معجزه بود و نقشه‌های مختلفی برای ضربه زدن به دموکراسی و جمهوریت چیدند که با این حضور نقش برآب شد. دشمن ولایت فقیه را نشانه گرفته‌است و باید با هوشیاری کامل اجازه ندهیم که این اتفاق بیفتد و حتی در راه حفاظت از اصول نظام و ولایت فقیه باید از جان خود هم بگذریم.[۸۰]
- حبیب‌الله مهمان نواز نماینده استان خراسان شمالی: امروز دشمنان نظام جمهوری اسلامی که با این حضور گسترده مردمی مأیوس شده به دنبال بهره‌گیری از آشوب طلبان و اغتشاشگران برای رسیدن به اهداف خود می‌باشند. امروز موقع آن فرا رسیده تا ملت ایران بار دیگر گوش به رهنمودهای مقام معظم رهبری باشند تا بتوانند جلوی این آشوب طلبی را بگیرند.

## عدم تبریک به احمدی‌نژاد
برخی مراجع تقلید، از اعلام احمدی‌نژاد به عنوان پیروز انتخابات امتناع کردند. گفته شده که در مدت یک ماه و نیم بین انتخابات تا تنفیذ و تحلیف، نزدیکان دولت و حامیان احمدی‌نژاد، فشارهای زیادی بر مراجع تقلید مستقل آورده بودند تا پیامی از ایشان به نفع احمدی‌نژاد دریافت کنند. اما به جز تعدادی از مراجع پیام تبریکی به احمدی‌نژاد داده نشد و حتی پس از تحلیف نیز هیچ صدای مخالفی در قم به موافق یا حتی بی‌طرف تبدیل نشد. همچنین برخی مراجع تقلید با صدور بیانیه یا عدم تبریک به احمدی‌نژاد، دولت او را فاقد مشروعیت دانسته‌اند.